# 小倉敏雄
小倉 敏雄（おぐら としお、1940年（昭和15年）5月5日 - 2021年（令和3年）6月4日）は、日本の政治家。茨城県下妻市長（2期）。

## 来歴
茨城県出身。日本大学理工学部卒。下妻市で自動車部品加工会社を経営、社長となる。下妻市監査委員、下妻二高PTA会長などを務める。
2002年（平成14年）2月、当時の下妻市長が図書館建設工事の価格を業者に漏らしたとして競売入札妨害の容疑で逮捕された（業際研事件）。4月の出直し選挙に立候補し、市長選挙は17年ぶりの選挙戦となり、元市議会副議長を破って当選した。2006年（平成18年）は無投票当選。
下妻市長は2010年（平成22年）まで2期務めた。2021年に死去した。